# 西菲律賓海
西菲律宾海（英語：West Philippine Sea；菲律賓語：Kanlurang Dagat ng Pilipinas 或 Karagatang Kanlurang Pilipinas；缩写为WPS）是菲律宾政府对南海部分地区的正式指定，该地区属于该国专属经济区。

## 背景
至少自1961年起，国际社会就开始使用“西菲律宾海”一词，并在地质学和海洋学论文中提及。然而，它用来指菲律宾海的西部部分，即菲律宾群岛的东部。
在2011年贝尼格诺·阿基诺三世执政期间，菲律宾国民政府就开始以同名称呼菲律宾群岛西部海域。该名称的新定义是为了国家地图系统的目的。 根据瓦尔登·贝约的说法，此举表明不同意中国对整个“南海”的主权主张。
2011年6月，阿克巴扬众议员瓦尔登·贝约在众议院提交决议，敦促政府研究将南海更名为“西菲律宾海”（Western Philippine Sea）的过程。贝约表示，“西菲律宾海”一词不带有任何具体的空间分界或地理特征，旨在反映南海不是中国的海。对这片海进行不同命名的提议得到了菲律宾武装部队的支持，该部队自2000年代中期以来一直使用西菲律宾海。
2012年9月的行政命令将其编入法典，其适用范围明确为仅限于菲律宾专属经济区 (EEZ) 内的水域，并强制要求菲律宾政府的部门、分支机构、机构和机构使用该术语。2012年9月，菲律宾政府宣布将开始在政府地图、其他形式的通讯和文件中使用该名称将菲律宾西部水域称为“西菲律宾海”。

### 2016年常设仲裁法院裁决
2016年7月12日，常设仲裁法院就一起不涉及点名的案件做出了对菲律宾有利的裁决。它澄清说，“法庭没有被要求，也无意划定双方之间的任何海上边界，或涉及任何其他与南海接壤的国家”。仲裁庭还裁定，中国基于“九段线”地图“不享有历史权利”。

## 法律范围
形成西菲律宾海的南海区域没有确切的边界划分。正式命名该地区的行政命令对其定义如下：
特将菲律宾群岛西侧海域命名为西菲律宾海。这些区域包括吕宋海以及邻近卡拉延岛群和巴霍德马辛洛克（也称为黄岩岛）周围的水域。——秒。 1、2012年第29号行政令
在菲律宾法律中，西菲律宾海仅指菲律宾政府声称属于该国专属经济区（EEZ）的南海部分。2012年9月5日，时任总统贝尼格诺·阿基诺三世发布第29号行政命令，该地区的命名正式生效。该命令还引用了1978年时任总统费迪南德·马科斯任职期间颁布的第1599号总统令，该法令建立了菲律宾专属经济区，以及2009年时任总统格洛丽亚·马卡帕加尔·阿罗约执政期间颁布的第9522号共和国法或基线法，划定了菲律宾群岛的基线。
该行政命令确认了菲律宾对其南海专属经济区的主张，传达了菲律宾政府的立场，即根据1982年《联合国海洋法公约》，菲律宾对西菲律宾海地区拥有主权权利，并“拥有为国家测绘系统目的以适当命名法指定其海域的固有权力和权利”。

## 用法

非官方NAMRIA地图显示了西菲律宾海的特征。特征名称是菲律宾政府认可的名称。

根据第29号行政命令，国家测绘和资源信息局 (NAMRIA) 有权在政府机构制作和出版的地图中使用西菲律宾海这一名称。其他政府机构也被要求使用该术语，以在国内和国际上推广该名称的使用。
在该命令发布之前，菲律宾气象局PAGASA于2011年采用该名称来指代该国西部水域，同时仍然使用“菲律宾海”来指代群岛东部水域。
西菲律宾海一词有时被用来指整个南中国海，尽管这种用法被指责为不正确。
“西菲律宾海”这一术语已经可以在Google地图上搜索到了。2025年4月，Google更新了其地图，在地图上更明确地标注了“西菲律宾海”。“南海”仍然显示在新标注的西北方向。菲律宾政府和菲律宾武装部队对这一举措表示赞扬，而中国外交部（中华人民共和国）则对此表示反对。然而，明确的标签在一段时间内被暂时移除，随后又重新显示出来。